# جامعة ديلا ساليه
جامعة ديلا ساليه (بالإنجليزية: De La Salle University)‏ هي جامعة خاصة، وجامعة بحثية، وجامعة، تأسست في 1910، في الفلبين.